# Willem Claeszoon Heda

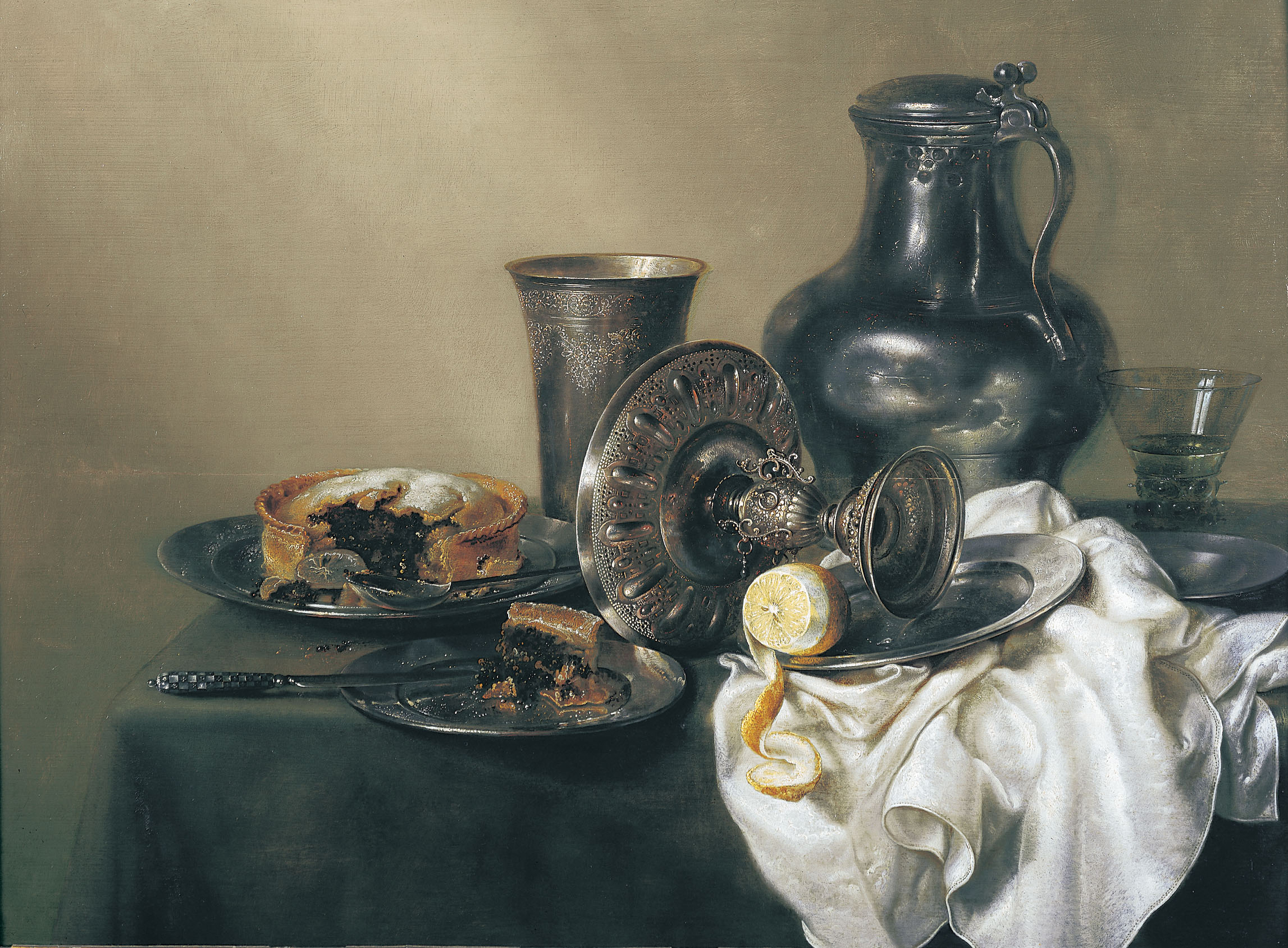
Stilleben, oljemålning av Willem Claeszoon Heda från Frans Hals Museum, Haarlem

Måltidsstycke av Wilhelm Claesz Heda.

Willem Claeszoon Heda, född 14 december 1594, död omkring 1680, var en nederländsk konstnär.

## Biografi
Willem Heda var verksam i Haarlem. Hans motivområde var tämligen begränsat; han målade huvudsakligen stilleben med remmare fyllda av rhenvin. Vidare avbildade han silverpokaler och silverskedar.
Med stor skicklighet och i en raffinerad gråtonad färgskala målade han sina måltidsstycken. Ibland förväxlas hans verk med sonens, Gerrit Heda (1642 - 67), som var hans elev och arbetade i samma stil.